# Université du Witwatersrand

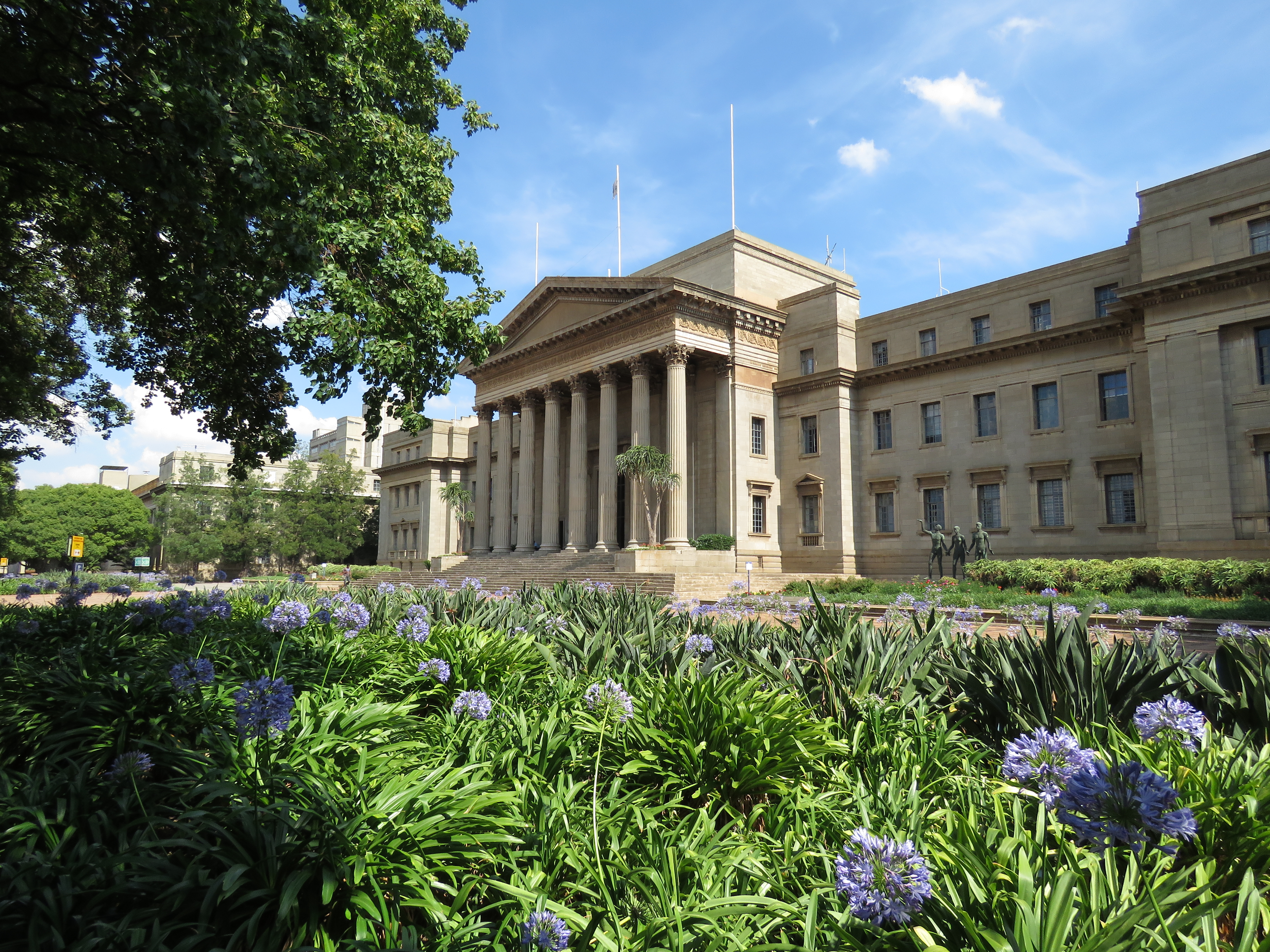
Grand Hall du campus Est de l'université du Witwatersrand.

L'université du Witwatersrand (en anglais, University of the Witwatersrand) est une institution universitaire d'Afrique du Sud située à Johannesbourg dans la province du Gauteng, au sein de la région historique du Witwatersrand (prononcé vit-vaters-rant).
L'université est surnommée « Wits » (prononcé vits). Elle est la plus ancienne, importante et prestigieuse université d'Afrique du Sud.
Université exclusivement de langue anglaise, elle avait la particularité durant la période d'apartheid d'accueillir également des étudiants noirs en nombre limité. Elle fut la première université à être déségréguée en Afrique du Sud.

## Histoire
L'université fut fondée en 1896 à Kimberley dans la colonie du Cap sous le nom d'École sud-africaine des mines.
En 1904, après la seconde guerre des Boers, l'école fut implantée à Johannesbourg dans la colonie britannique du Transvaal sous le nom d'Institut technique du Transvaal.
En 1910, elle fut de nouveau rebaptisée École sud-africaine des mines et des technologies.
En 1922, elle recevait des statuts lui conférant rang universitaire. Elle prenait alors le nom d'« université du Witwatersrand » regroupant 6 facultés spécialisées en art, science, médecine, ingénierie, droit et commerce.
Un nouveau campus fut construit sur Milner Park.
En 1963, l'université comptait 6 275 étudiants. En 1985, ils étaient plus de 16 000 étudiants.
En 1964, la bibliothèque de la faculté de médecine fut installée sur Esselen Street dans le quartier d'Hillbrow. De nombreux édifices universitaires sont d'ailleurs érigés dans les années 1960, 1970 et 1980 notamment à Parktown dont un site archéologique pour la recherche universitaire à Sterkfontein et dans le nord du Transvaal. En 1969, la résidence Ernest Oppenheimer fut inaugurée ainsi qu'une clinique universitaire.

## Campus
L'université du Wits dispose aujourd'hui de 5 campus universitaires.
Le campus principal, partagé par l'autoroute N1, se divise entre est et ouest. Le Campus-Est est le siège de l'administration et de la faculté de sciences sociales. Le campus-ouest est celui de la faculté de commerce, de celle de droit, de celle du management et de celle de l'ingénierie. On trouve également sur le campus principal 6 résidences pour étudiants.
Dans le quartier de Parktown sont situés trois campus académiques consacrées à l'éducation, aux affaires et aux sciences sociales
L'université dispose également de deux galeries d'art et de 14 musées dont ceux consacrés à l'histoire de la médecine, à la paléontologie et à la géologie. Elle gère également le site archéologique de Sterkfontein.

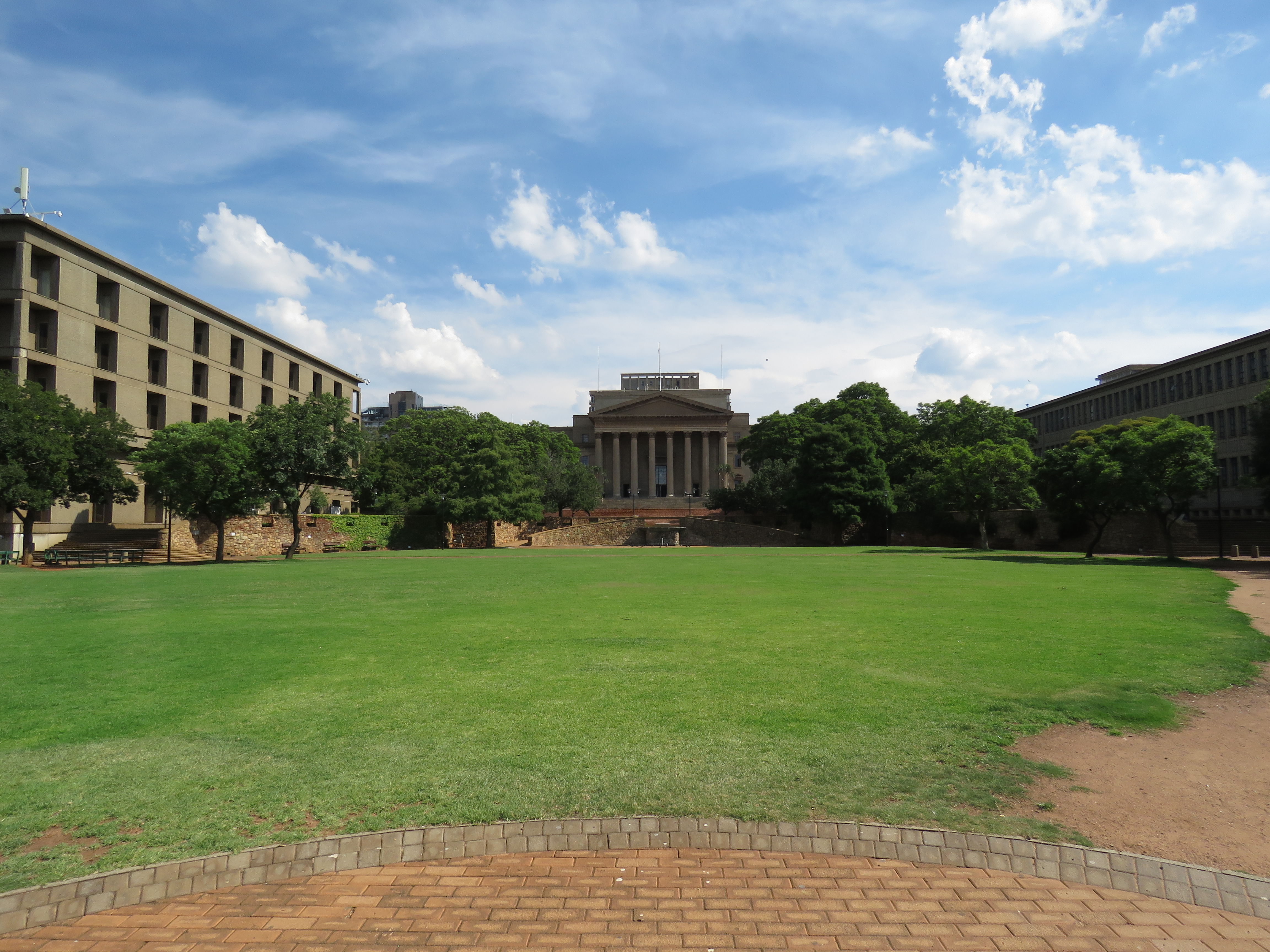
Courts de la Bibliothèque de l'université du Witwatersrand avec le Grand Hall en arrière-plan.

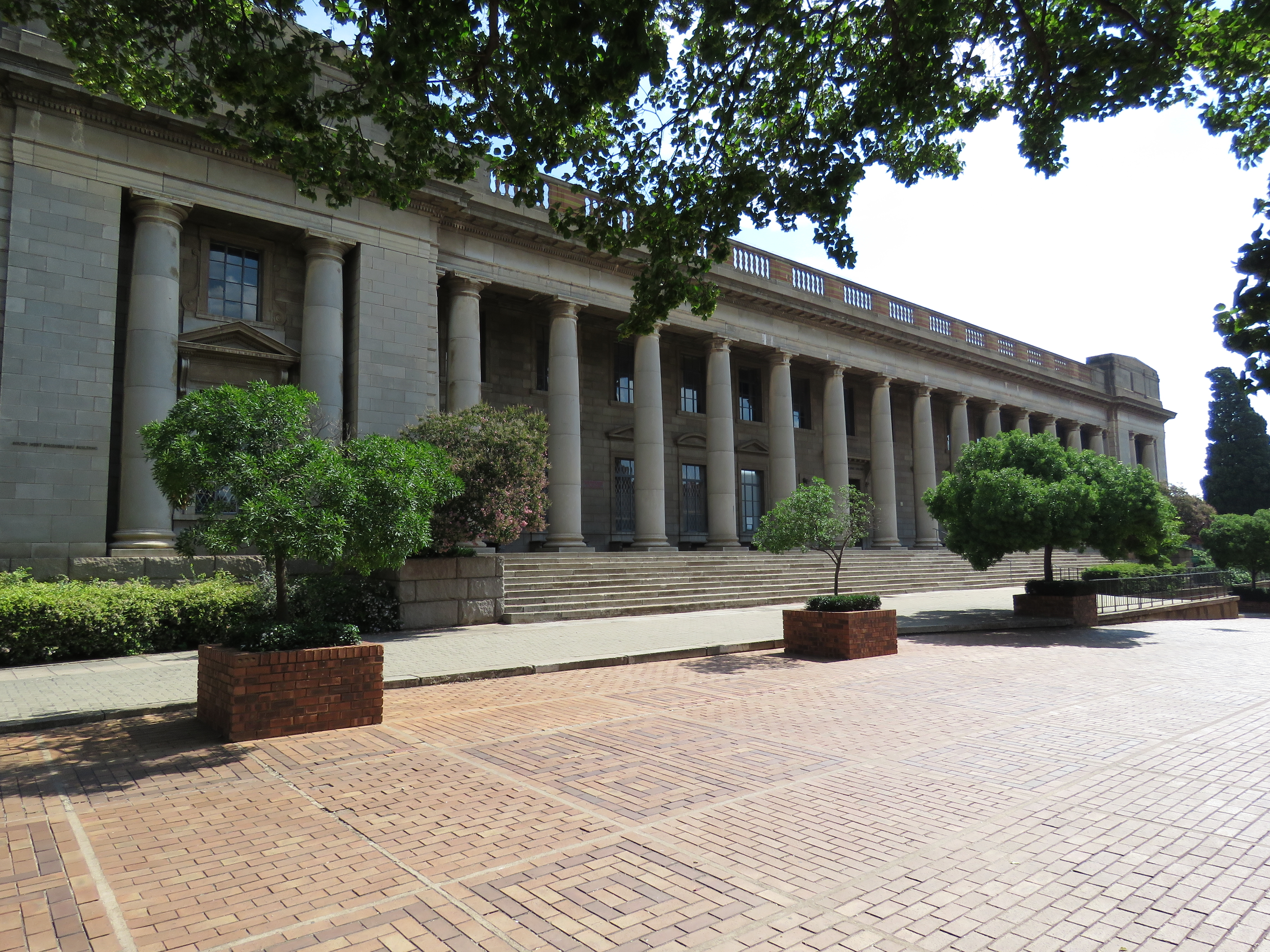
Bâtiment sud-ouest des ingénieurs civils de l'université du Witwatersrand.

## Chiffres
L'université comprend 27 934 étudiants répartis en 5 facultés :
- Commerce, droit et management
- Ingénierie et architecture
- Médecine (faculté à laquelle est attaché le Helen Joseph Hospital)
- Arts, éducation, sciences sociales, littérature et langues
- Sciences

## Autre
C'est dans le grand hall de l'université, qui sert notamment pour la remise des diplômes, qu'à eu lieu la première représentation d'un spectacle iconique de la fin des années 1950, la comédie musicale King Kong,.
Wits University Press est signataire de la Charte de l’édition en format accessible de l’Accessible Books Consortium.

## Personnalités liées à l'université
- Nelson Mandela, premier président noir d'Afrique du Sud et prix Nobel de la paix (1993)
- Mary Malahlela, première femme noire médecin en Afrique du Sud
- Sydney Brenner, prix Nobel de physiologie ou médecine (2002)
- Herman Charles Bosman, écrivain et journaliste
- Arthur Chaskalson, ancien président de la Cour constitutionnelle d'Afrique du Sud
- Johnny Clegg, chanteur et musicien
- Glynis V. Cron, botaniste
- Ruth First, militante communiste
- Gabrielle Goliath, artiste
- Richard Goldstone, juge et procureur général
- Nadine Gordimer, prix Nobel de littérature (1991)
- Jan Hendrik Hofmeyr, homme politique, professeur et recteur de l'université
- Aaron Klug, prix Nobel de chimie (1982)
- Tony Leon, homme politique et ancien président de l'Alliance démocratique
- Keneiloe Molopyane, archéologue et paléoanthropologue
- Patricia Vinnicombe, archéologue
- Connie Mulder, homme politique, ancien ministre
- Sylvia Neame, militante anti-apartheid
- Dan O'Meara, professeur au département de science politique de l'Université du Québec à Montréal.
- Joe Slovo, ancien président du parti communiste d'Afrique du Sud et ancien ministre
- Harry Schwarz, politique
- Helen Suzman, personnalité politique progressiste
- Véronique Tadjo, femme de lettres ivoirienne, chef du département de français
- Helen Zille, maire du Cap et présidente de l'Alliance démocratique
- Danie G. Krige, ingénieur minier sud-africain qui a donné son nom au krigeage
- William Kentridge, artiste sud-africain
- Maria Ramos, femme d'affaires sud-africaine
- Pamela Phatsimo Sunstrum, artiste, enseigne depuis 2010 dans le département d'histoire de l'art et mène des travaux de recherche au Centre for the Creative Arts of Africa.
- Miriam Tlali, femme de lettres, première femme noire à publier un roman dans son pays.
- Heather Zar, scientifique sud-africaine.
- Hazel Sive, scientifique d'origine sud-africaine installée aux États-Unis.
- Jeremy Wafer, artiste contemporain.
- Thando Hopa, mannequin atteinte d'albinisme.
- Herman Gottfried Breijer, naturaliste et muséologue (1864-1923).
- Thuso Mbedu (1991), actrice sud-africaine.
- Katlego Kai Kolanyane-Kesupile (1988-), performeuse, écrivaine et militante LGBTQ botswanaise.
- Marang Molosiwa, actrice botswanaise.